# Шахар, Шуламит
Шуламит Шахар (ивр. שולמית שחר‎, урождённая Вайншток; 2 ноября 1928, Рига — 9 января 2025, Израиль) — израильский историк. Исследование Шахар 1981 года «Четвёртое сословие: история женщин в средние века» было первым, в котором монографически рассматривалась роль женщин в средневековый период. Книга используется как учебник для гендерных исследований и на занятиях по истории Средневековья. Эта и последующие её книги были опубликованы как на иврите, так и на английском языке. Она писала исторические статьи на этих языках, а также на французском и перевела три книги с латыни на иврит.

## Биография
Шуламит Шахар родилась в Латвии в 1928 году и была младшей из трёх дочерей промышленника Моше Вайнштока и его жены Деборы. В 1933 году семья эмигрировала в подмандатную Палестину, переехав в Хайфу. В то время Шахар говорила только по-русски. Её средняя сестра Дина погибла в начале 1940-х годов во время немецкой резни евреев под Ригой.
В старшей школе Шахар служила в Хагане, оборонном формировании, где отвечала за склад оружия. После окончания школы Шахар поступила в Еврейский университет в Иерусалиме и вскоре получила степень бакалавра истории. В 19 лет Шахар вышла замуж за Ицхака Коэна. У них был один ребёнок, Эвьятар, и они развелись, когда ему было два года. Затем Шахар вернулась в Иерусалим, чтобы получить степень магистра. Она преподавала в средней школе.
В 1954 году Шахар встретила писателя Давида Шахара на праздновании Пурима. До свадьбы они прожили вместе два года. У пары было двое детей, мальчик и девочка. На следующий день после рождения дочери сын Шуламит Эвьятар погиб в результате несчастного случая на армейских учениях.
После второго бракосочетания Шуламит Шахар продолжила образование и получила стипендию в Сорбонне. Докторскую диссертацию она написала, живя в Париже. По возвращении в Израиль Шахар стала профессором Тель-Авивского университета, затем заведующей кафедрой. Она вышла на пенсию в 64 года, чтобы заняться карьерой, о которой всегда мечтала: социальной работой. Шахар являлась председателем некоммерческой ассоциации, которая управляет домом для женщин, подвергшихся домашнему насилию в Иерусалиме.
Давид Шахар умер в 1997 году. Последние несколько лет своей жизни он делил своё время между Израилем и Парижем; Шуламит Шахар оставалась в Израиле.
Умерла 9 января 2025 года в возрасте 96 лет.

## Научная карьера
В 1981 году Шахар опубликовала новаторское исследование «Четвёртое сословие: история женщин в средние века». Исследование было опубликовано в виде книги в 1983 году и впоследствии переведено на английский язык. Как «первая историческая работа, посвящённая истории и образу жизни женщин в эпоху, которая всегда рассказывалась с мужской точки зрения» «Четвёртое сословие» часто используется в гендерных исследованиях и курсах средневековой истории. Её работа сделала Шахар образцом для подражания у феминисток, хотя она утверждала, что не интересовалась теорией феминизма. В интервью Шахар объяснила: «Я всегда предпочитала изучать то, что интересует меня лично. Чтобы создать хорошее произведение, нужны искренние эмоции, а таких эмоций не может быть, если писатель не отождествляет себя глубоко с предметом произведения».
Вторая книга Шахар «Детство и средневековье» была опубликована в 1990 году на английском языке и на иврите. Она была переведена на немецкий язык в 1991 году. По словам Шахар, её исследование опровергло популярное мнение о том, что средневековая детская смертность заставляла родителей того времени любить своих детей меньше, чем это делают современные родители. Её третья книга «Старение в средние века: зима одевает нас в тени и боли» (1995) также была опубликована на иврите и английском языке. Обе книги были очень популярными в Израиле. Она также опубликовала десятки статей на иврите, французском и английском языках.
Помимо своих оригинальных произведений, Шахар перевела на иврит с латыни «Письма Абеляра и Элоизы». Она также перевела на иврит две автобиографии XII века: одну, написанную католическим монахом, а другую — евреем, принявшим христианство.

## Награды
В 2003 году Шахар была удостоена Премии Израиля по всеобщей истории.